# Helioprosopa finita
Helioprosopa finita är en tvåvingeart som beskrevs av Henry J. Reinhard 1964. Helioprosopa finita ingår i släktet Helioprosopa och familjen parasitflugor. Inga underarter finns listade i Catalogue of Life.